# Mas de la Birba
Mas de la Birba és una masia del municipi del Port de la Selva inclosa en l'Inventari del Patrimoni Arquitectònic de Catalunya.

## Descripció
Situat a llevant del nucli urbà de la població del Port de la Selva, prop de la costa del Golfet i la cala Taballera, al vessant de tramuntana del puig de n'Amat.
Masia de planta més o menys rectangular formada per diversos cossos adossats, amb les cobertes de teula d'una i dues vessants i distribuïda en planta baixa i pis. La façana principal, orientada a llevant, presenta la porta d'accés a l'habitatge al pis, al qual s'accedeix mitjançant una escala de pedra exterior. En origen, els baixos de la casa eren destinats al bestiar. La façana de tramuntana presenta un cos semicircular adossat amb la coberta d'un sol vessant, corresponent al forn de pa. En general, les obertures del mas són rectangulars, algunes amb les llindes de fusta. A l'interior destaquen dues estances cobertes amb voltes rebaixades de pedra morterada. Al pis, les diferents cambres estan cobertes amb sostres d'embigats i cairons. Els cossos de migdia presenten diferents dependències auxiliars, en origen destinats a estables, corrals i coberts. Destaca una gran arcada rebaixada, coberta amb terrassa al pis. També cal mencionar un gran carreu de marbre situat a la cantonada nord-est de l'edifici, actualment integrat dins del cobert de l'extrem de llevant de la façana de tramuntana, el qual té gravada la data 1786.
La construcció està arrebossada i emblanquinada, i actualment encara s'hi fan tasques d'arranjament i rehabilitació.

## Història
La primera menció documental és de l'any 1585 en una llista de l'Arxiu Municipal de Cadaqués en el qual es fa esment del segrest per part dels pirates algerians de la mestressa, Anna Birba per part de pirates nord africans. L'any 1663, consta que dos vaixells de moros havien atacat uns segadors a la cala Fonda (Cala Prona) i saquejat una casa de camp, precisament Mas de la Birba és la més propera a aquesta cala. Al cens de 1787 del nou municipi constituït al Port de la Selva, consta com a propietària del mas la família Farrés. A la segona meitat del segle xx va passar a mans de Manuel de Senillosa i, des d'aleshores està habitat per la família Donat. Actualment encara continua en ús.
Hi ha notícies que el graó més baix de l'escala, que mena a la porta actual de l'habitatge, era fet amb una gran peça de marbre que tenia una inscripció gravada il·legible. S'hi identificaven les lletres "MR".